# Санджі
Санджі (яп. サンジ, Sanji), народився як Вінсмок Санджі (яп. ヴィンスモーク・サンジ, Vinsumōku Sanji) і також відомий як «Чорна нога» Санджі (яп. 黒足のサンジ, Kuro Ashi no Sanji) — вигаданий персонаж франшизи One Piece, створеної Еїтіро Одою. Він є кухарем у піратській команді Солом'яного капелюха, капітаном якої є Манкі Д. Луффі.
Уродженець Норс-Блю, Санджі виріс у сім’ї Вінсмоків під керівництвом свого батька Вінсмока Джаджа, короля загиблого Королівства Джерма, і матері Вінсмок Сори. Джадж прагнув повернути давно втрачену славу сім'ї, створивши найсильнішу армію, використовуючи свій науковий досвід для створення сотень клонів своїх найкращих солдатів. Засліплений гонитвою за владою, він навіть експериментував на своїх п'ятьох дітях. Сора, якому не подобалося, що їхні діти практично стануть нелюдами, намагалася скасувати ці експерименти, прийнявши сильнодіючий препарат. Однак серед них це вплинуло лише на Санджі, який був єдиним, хто не мав жодних надздібностей і міг відчувати емоції, тому Джадж образився на Санджі, вважаючи його «невдахою», і ув'язнив його. Санджі втік завдяки допомозі сестри, а згодом, переживши корабельну аварію і ледь не померши з голоду на скелі, він потрапив під крило «Червоної ноги» Зеффа, колишнього пірата і власника плавучого ресторану «Бараті», який навчив його кулінарії і своєму бойовому стилю, який характеризується використанням ніг у бою, залишаючи руки для приготування їжі. Після битви з Дон Крейгом Санджі приєднується до Солом'яних капелюхів, щоб здійснити свою мрію — знайти Олл-Блю, міфічне море, в якому, за переказами, водиться риба з усього світу. Хоча він зазвичай спокійний та зібраний, він також має сильний потяг до жінок, про що свідчать сердечка в його очах. Його кавалерська натура також не дозволяє йому нападати на жінок.

## Створення і задум
Ранні ескізи показують, що спочатку Санджі мав бути чорноволосим персонажем на ім'я Наруто, що володіє зброєю, але від цієї ідеї відмовилися.
Створюючи Санджі, Ода був натхненний містером Пінком, персонажем Стіва Бушемі у фільмі «Скажені пси» (1992).

### Дизайн
Санджі — високий, світлошкірий стрункий чоловік, який зазвичай носить чорну сорочку і курить сигарету. До таймскіпу Санджі можна побачити зі світлим волоссям, що закриває його ліве око. Однак після таймскіпу його волосся закриває праве око. Перед тим, як покинути сім'ю, Санджі уклав волосся в протилежному напрямку і одягнув жовту сорочку з чорною цифрою три. Він також носив білі штани, коричневі черевики і жовту бандану. Покинувши сім'ю, ще дитиною, він почав носити білу кухарську форму. Під час таймскіпу Санджі відрощує борідку, і концепт-арт показує, що це була частиною його оригінального дизайну.
Найвідмітнішою рисою Санджі є його брови, які характеризуються як завитки з кінцем хвоста, спрямованого на його лівий бік, протилежного напрямку порівняно з його братами і сестрами Ічіджі, Ніджі, Йонджі та Рейджу.
Ода сказав, що в реальному житті Санджі був би французом, незважаючи на численні посилання на нацистську Німеччину у Джерми 66.

### Особистість
Санджі здебільшого є як врівноваженою, незворушною і спокійною людиною, яка завжди зберігає холоднокровність у складних ситуаціях. Однак це контрастує з численними комедійними жартами, в яких він бере участь, наприклад, у присутності жінки або коли його ображає хтось із членів екіпажу. Особливо помітно, що Санджі та Зоро дуже суперничають між собою, часто вдаючись до бійки (як словесної, так і фізичної). Однак, навіть вступаючи в суперечку, вони все одно знаходять способи допомогти своїй команді і тим, хто їх оточує.
Санджі також має влюбливу особистість, що постійно фліртує з будь-якою привабливою жінкою, яку бачить, за що отримав прізвисько «еро-кухар». Ще в дитинстві, працюючи в Бараті, Санджі закохувався в привабливих відвідувачок, що призводило до помилок у процесі приготування страв. Він також проявляє ревнощі до тих, кому, на його думку, більше щастить з жінками, наприклад, коли бачить Зоро з Хійорі або Луффі, якому пощастило потрапити на Амазон Лілі. Незважаючи на такий характер, Санджі проявляє певну стриманість через свою відданість команді, про що свідчить той факт, що, незважаючи на те, що його приваблює Пудинг, він категорично відмовився одружитися з нею і вирішив м'яко її відпустити. Більше того, завдяки такому ставленню та численним лекціям Зеффа, Санджі дотримується власного суворого набору особистої моралі. Він поклявся ніколи не нападати на жінок і не дозволяти ображати їх, навіть ціною власного життя. Він зайшов так далеко, що лише блокував Каліфу, одну з головних антагоністів арки Еніес Лоббі, доки Намі не допомогла йому. Однак Санджі не просив про допомогу після того, як виріс з жорстоким біологічним батьком, який ніколи не прислухався до його криків про допомогу. Санджі ніколи не просив про допомогу в серіалі, аж до арки Вано, де він просить Ніко Робін врятувати його від жінки-антагоніста. Це пов'язано з більшою вразливістю та прийняттям себе після того, як Луффі рятує його від шлюбу за домовленістю під час арки Тортового острову.
Санджі добрий і часто рятує інших у небезпеці, навіть ціною власної безпеки. Часто він називає цю добродушну натуру лише кавалерством по відношенню до жінок, але у своїх діях він постійно допомагає і чоловікам. Постраждавши від голоду серед безлічі знущань з боку батька, він ніколи не відмовляє людині в їжі, незалежно від її намірів, як це було показано, коли Дон Кріг намагався захопити Бараті під час вступної арки. Часто протягом серіалу він відокремлює себе від усіх інших, щоб грати таємну роль, яка згодом допомагає команді та іншим союзникам вижити. У Вотер 7 Санджі відокремлюється від екіпажу та знаходить Ніко Робін, яка вже була на шляху до Еніес Лоббі для її страти. У Трилер Барку він пропонує віддати своє життя в обмін на життя Луффі. У Дзо Санджі вирішив покинути команду, щоб протистояти своїй сім’ї та захистити Солом’яних капелюхів від Піратів Вогняного танку. У Вано Санджі вперше просить допомоги в іншого, коли він просить Робін врятувати його.

### Здібності
Під час бою Санджі завжди покладається лише на удари ногами, ніколи не б'ючи супротивників, оскільки він вірить, що руки кухаря є важливими інструментами для його ремесла, і тому їх потрібно захищати від пошкоджень. Протягом серіалу Санджі використовує атаки, які є варіантами ударів ногами (вважаються «стилем чорної ноги»), причому назва атаки зазвичай пов’язана з їжею, наприклад «Diable Jambe», під час якої він підвищує температуру своїх ніг настільки, що вони світяться яскраво-червоним. Під час перебування на острові Момойро Санджі вивчає рух під назвою «Небесна прогулянка», який дозволяє йому стрибати на велику висоту та мати можливість ширяти в повітрі, створюючи звукові гуркіти в повітрі позаду нього. Санджі — один з небагатьох людей із високою винагородою за свою голову, які не їли диявольський фрукт, плід, який надає споживачеві надлюдські сили за рахунок того, що він стає мертвим вантажем у воді. Після Тортового острову Санджі отримує рейдовий костюм у подарунок від Джерми 66, підпільної організації, що керує Королівством Джерма, який збільшує його фізичні можливості та дозволяє йому злитися з навколишнім середовищем. Хоча постійне використання цього костюма пробудило його інертні генетичні модифікації, він зрештою прийняв ці модифікації, які дали йому більшу силу і швидкість, але вирішив знищити рейдовий костюм, щоб назавжди розірвати зв'язок зі своєю сім'єю. Пізніше він використав свої нові здібності з волею озброєння, щоб створити «Ifrit Jambe», більш потужну версію Diable Jambe, яка використовує синьо-біле полум'я.
Окрім бойових навичок, Санджі також є відомим кулінаром. Він навчився готувати під керівництвом Зеффа на Бараті і став швидким і вправним у використанні ножів. Він також має сильне відчуття смаку та запаху, що проявляється у здатності визначати інгредієнти та відтворювати весільний торт на Тортовому острові.

### Воля
Під час таймскіпу він розвиває волю спостереження, яка дозволяє йому відчувати наміри та присутність інших, наприклад, коли він зміг ухилитися від кулі желейного боба від Катакурі. Він також може використовувати волю озброєння, що дозволяє йому загартувати частини свого тіла та мати можливість атакувати користувачів фруктів логії.

## Появи

### One Piece
Вінсмок Санджі (яп. ヴィンスモーク・サンジ, Vinsumōku Sanji) народився як принц Королівства Джерма, плавучого королівства, що складається з кількох кораблів на мушлях великих равликів, і його постійно висміюють його генетично модифіковані брати і сестри, а батько Джадж ув'язнює його за ганьбу. Його прохання про допомогу викликають зневагу Джаджа. За допомогою своєї сестри Рейджу він рятується і тікає з Джерми. На виході Санджі зустрічає свого батька, який каже йому, що якщо він хоче втекти, то ніколи і нікому не повинен розповідати про свій зв'язок з Джермою. Зрештою Санджі тікає на круїзному кораблі, відомому як Орбіта.
Працюючи учнем кухаря на пасажирському кораблі, дев’ятирічний Санджі протистоїть абордажу піратів, очолюваних сумнозвісним «Червоною ногою» Зеффом . Під час сутички Санджі зносить у море величезна хвиля. Зефф кидається за ним через їхню спільну мрію знайти Олл-Блю (яп. オールブルー, Ōru Burū), легендарне місце, де сходяться моря Іст, Вест, Норс та Саус-Блю, де є всі види риб у світі. Після того, як вони вижили та опинилися на маленькому острові-скалі, пірат знову рятує життя Санджі, віддавши йому всю їхню їжу. Після їх остаточного порятунку Санджі залишається з Зеффом протягом кількох років і допомагає йому побудувати плавучий ресторан Бараті (яп. バラティエ). Зефф, у свою чергу, робить його першокласним кухарем і навчає стилю бою, заснованого на ударах ногами. Подібно до Зеффа, Санджі ніколи не відмовить голодній людині в їжі, і він використовує лише ноги під час бою, щоб захистити руки, необхідні для приготування їжі. Він відчуває слабкість до жінок і ставить за принцип ніколи не шкодити їм, навіть якщо це означатиме його смерть.
Згодом Санджі стає відомим як «Чорна нога» Санджі (яп. 黒脚のサンジ, Kuro Ashi no Sanji). У Трилер Барку він пропонує віддати своє життя в обмін на життя Луффі. Навчаючись протягом двох років у Королівстві Камабакка (яп. カマバッカ王国, Kamabakka Ōkoku) Емпоріо Іванкові, він розвиває Небесну прогулянку, що дозволяє йому по суті бігати в повітрі. У Дзо Санджі змушують одружитися за домовленістю з донькою Великої Мамочки, однієї з Чотирьох Імператорів (Йонко). Санджі вирішує покинути команду, щоб протистояти своїй родині та захистити Солом'яних капелюхів від піратів Великої Мамочки. Однак Луффі вторгається в імперію піратів Великої Мамочки, щоб врятувати Санджі, але Санджі не бажає дозволити своїй родині, хоч і зневажає її, загинути в пастці, розставленій Великою Мамочкою, якій потрібна лише їхня потужна технологія. У відповідь Луффі визнає, що саме така доброта лежить в основі характеру Санджі. Разом їм вдається врятувати сім'ю Санджі та втекти від Великої Мамочки, за що вони отримують підвищену винагороду за їхні голови. Санджі задоволений, що його винагорода перевищила винагороду Зоро, але обурений тим, що його прізвище з'явилося на плакаті. Санджі також незадоволений тим, що його сім'я подарувала йому власний технологічно вдосконалений рейдовий костюм, який дає йому можливість ставати невидимим.
У Вано Санджі вперше просить допомоги в іншого, коли він просить Робін врятувати його від жінки-ворога, з якою він не бажає битися. Це перший раз, коли Санджі просить допомоги в серіалі у когось іншого. Пізніше він розуміє, що використання рейдового костюма почало пробуджувати сплячі генетичні вдосконалення, які його мати придушила багато років тому. Він отримав екзоскелет, надлюдську фізичну будову, прискорене загоєння, збільшення сили та швидкості, що значно покращило його стиль ведення бою, а шкіра стала куленепробивною. На жаль, це також приглушило його емоції, коли він зрозумів, що несвідомо завдав болю жінці, яка ненавмисно стала на його шляху і стала надзвичайно боятися його. Але насправді це був Квін, який використав свою невидимість, щоб все виглядало так, ніби це Санджі вдарив її. Побоюючись, що він втрачає своє серце і людяність, він знищує каністру з костюмом, назавжди звільняючись від впливу Джерми і не даючи йому втратити ще більшу частину себе.

### Інші медіа
Автори Food Wars, Юто Цукуда та Шун Саекі, створили серію ван-шотів під назвою Shokugeki no Sanji. Перша частина була опублікована у 2018 році на честь 21-ї річниці One Piece. Наразі вийшло чотири частини, в яких докладно описано різні кулінарні змагання, в яких бере участь Санджі, а також докладно розповідається про його навчання на острові Окама.
Кулінарна книга під назвою One Piece: Pirate Recipes була опублікована Shueisha в листопаді 2012 року. Книга приписується самому Санджі та містить різні кулінарні рецепти на тему One Piece.
Санджі також був представлений у різних формах товарів. Наприклад, було виготовлено багато фігурок, одним із прикладів є фігурка Санджі в серії One Piece Locations Trading Figures. У 2012 році французький бренд класу люкс ST Dupont співпрацював з Еїтіро Одою з нагоди свого 140-річчя, щоб відтворити культову золоту запальничку Санджі «Спляча русалка».
На честь Санджі також встановлено статуї. Бронзова статуя Санджі була відкрита в Машікі, Кумамото в рамках проекту відродження Кумамото, щоб допомогти зціленням після землетрусу в цьому районі 2016 року. У магазині One Piece Mugiwara Store у Нагої статуя Санджі стоїть поруч з ілюстраціями з серіалу. У ресторані Sanji's Oresama Restaurant, одному з ресторанів Tokyo One Piece Tower, статую Санджі можна побачити під час бенкету з рештою команди.

## Сприйняття
В опитуваннях популярності Shonen Jump Санджі посів четверте місце в першому опитуванні (1999) і третє місце в трьох наступних опитуваннях (2002, 2006, 2009). В опитуванні 2021 року, яке вперше проходило в усьому світі, Санджі посів четверте місце за популярністю з 970 286 голосами.
Дайлер Крюс писав, що «Санджі має всі необхідні характеристики, щоб стати одним із безсумнівно найкращих персонажів у всій серії. Його походження, сили та стиль роблять його улюбленцем серед фанатів One Piece. Однак його дивна одержимість жінками відштовхує інших фанатів. Цей похітливий типаж героя є основною частиною жанру сьонен-манги, як і яскраві трансформації. Санджі є найбільш помітним серед довгого ряду проблемних і заплутаних персонажів, які мають цей дратівливо незрілий тип особистості».
Деніел Докері, старший автор Crunchyroll, стверджував, що сцена введення персонажа Санджі є одним з найкращих в аніме. Рітвік Мітра з GameRant назвав Санджі найкращим рельєфним комедійним персонажем серед сьонен-аніме, посилаючись на його спроби залицяння до жінок і конфлікти зі своїм напарником Ророноа Зоро як на джерело гумору. Мітра додає, що Санджі також відіграє важливу роль у «деяких найбільш знакових некомедійних моментах», що, на його думку, є причиною його популярності.